# Onthophagus formaneki
Onthophagus formaneki är en skalbaggsart som beskrevs av Edmund Reitter 1897. Onthophagus formaneki ingår i släktet Onthophagus och familjen bladhorningar. Inga underarter finns listade i Catalogue of Life.